# Jakasios

Bandera del pueblo jakasio.

Los jakasios (a sí mismos se llaman koray) son una etnia que habla el idioma jakasio, una lengua túrquica y practican la religión cristiana ortodoxa con raíces animistas, que vive en Siberia, en las orillas del río Yeniséi medio y de sus afluentes, el río Abakán y el Chulim, en la actual República de Jakasia, entidad federativa de Rusia.

## División tribal

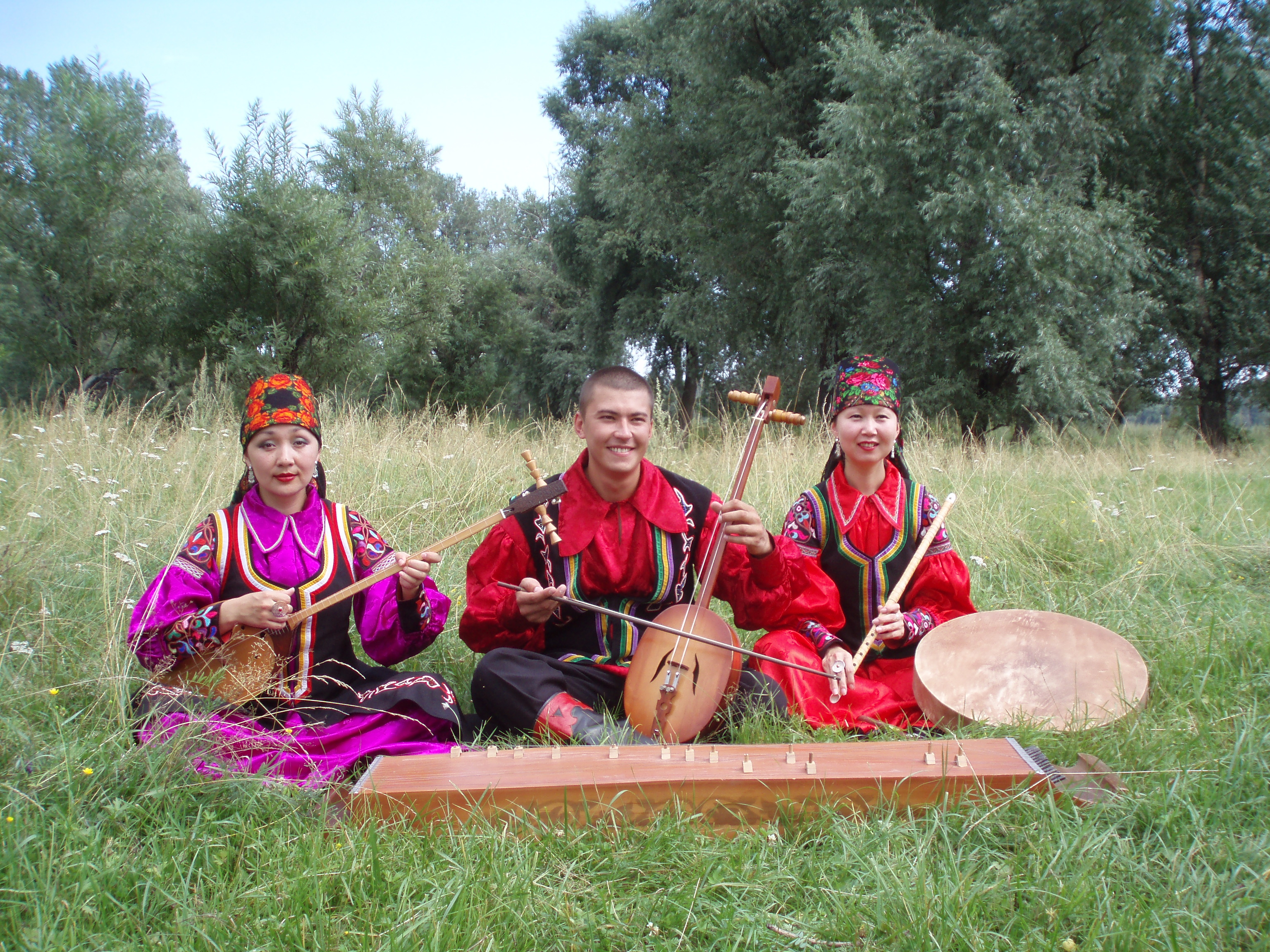
Jakasios con instrumentos musicales.

Se dividen en tres grupos: los abakán medio (subdivididos en sagai, beltir y koibal), los abakán inferior (con los kasin o haas) y los del Norte (los kizil):
- Los sagai viven en el suroeste de la llanura de Minusinsk desde el río Askiz al Abakán. Son alrededor de 27 000 individuos divididos en diez tribus de origen kirguiz. Viven de la caza y de la pesca.
- Los beltir viven entre los ríos Abakán y Tashtip y son unos 12 000 individuos, no tan mezclados como los sagai. Los beltir son agricultores.
- Los koibal son unos 2000 individuos en las orillas de los ríos río Ute y Abakán, divididos en trece líneas de descendencia. Se consideran descendientes de los tuvanos, pero tienen características comunes con los nenezos y los jantis.
- Los kasin, Haash, Haos o kas viven en el valle de Abakán, Sat y Solim. Son unos 20 000 individuos seminómadas, relacionados con los kirguises y los tuvanos.
- Los kizil son unos 20 000 y viven en las estepas Yüs y en los bosques y son agricultores.

## Población

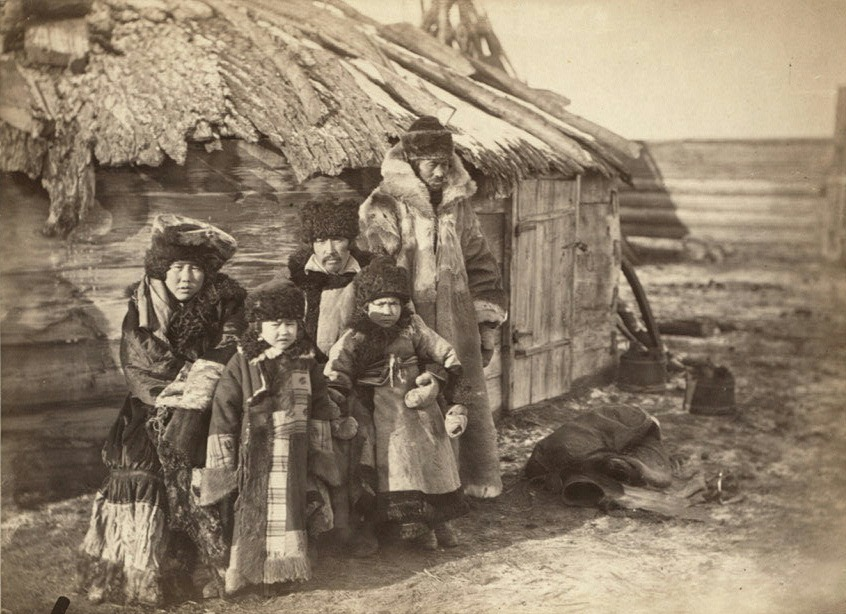
"Tártaros de Minusinsk".

Han sido llamados tártaros de Abakán, tártaros de Minusinsk o turcos del Yeniséi. Su nombre probablemente provenga de hagias o hjagas, nombre dado por los chinos a las tribus de los montes Sayanes y a los kirguises. Su religión es ortodoxa pero mantienen algunas creencias chamanísticas. Según el censo soviético de 1989, había 81 000 jakasios (eran 71 000 en 1979), de los cuales el 83.7 % hablaban su lengua materna y el 77.2 % vivía en territorio de su república.

## Historia

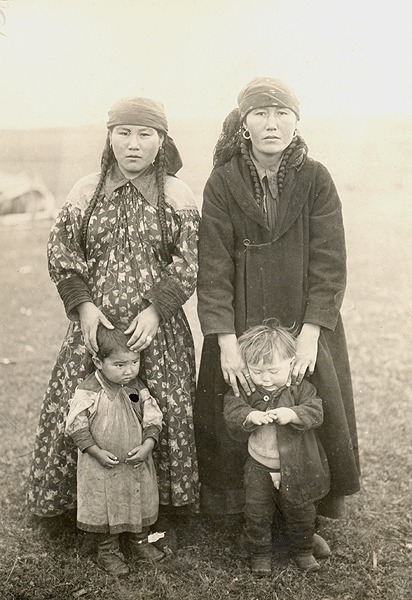
Mujeres jakasias y sus hijos a principios del.

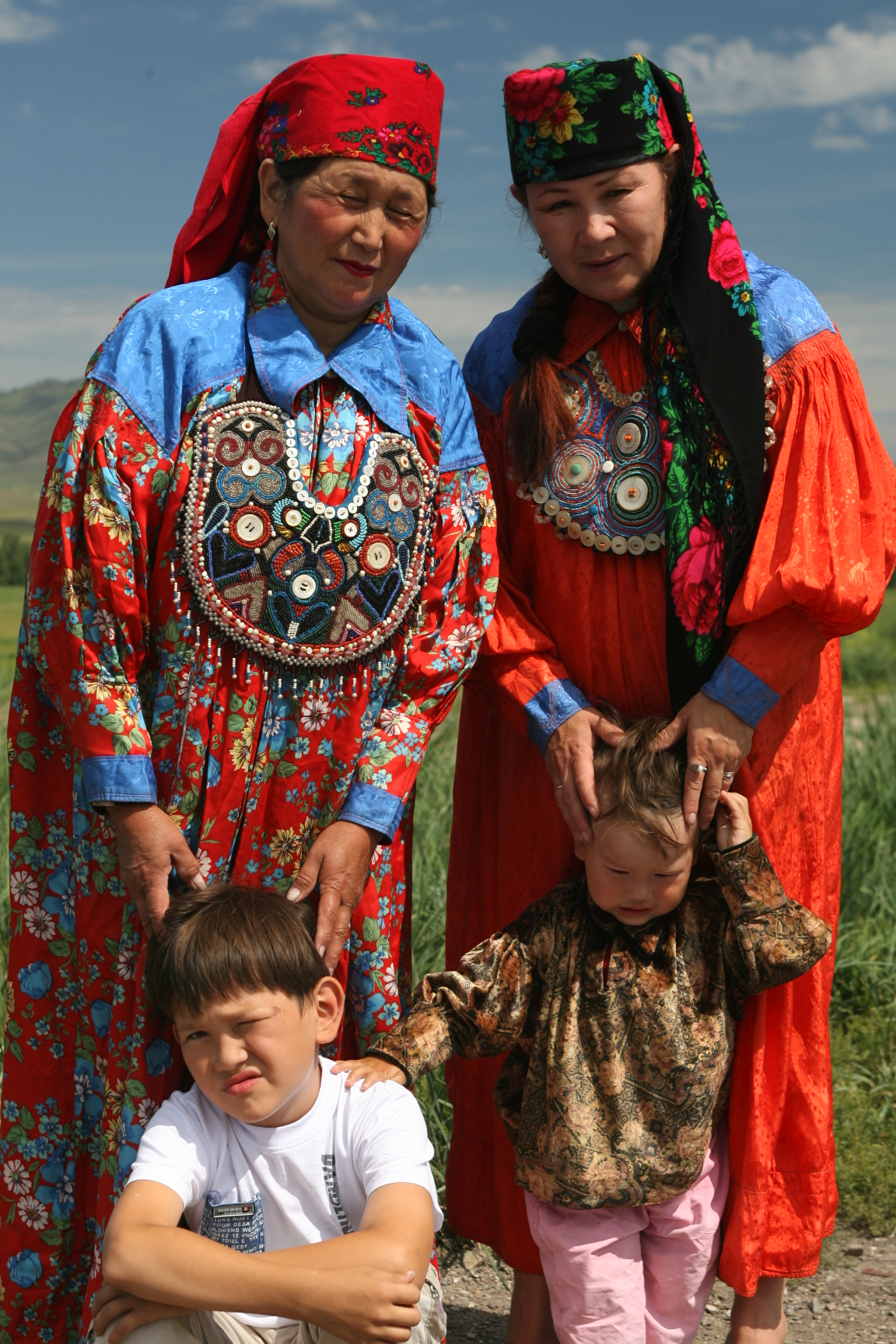
Mujeres jakasias y sus nietos a principios del.

Según las leyendas son descendientes de la hija de Tag ezi, el amo de las montañas Sayán o Köygen Tahsıl, lugar sagrado donde vivía el profeta Aksakal Borus, similar al Noé bíblico que puso una arca encima de los montes Köypa. De sus hijos descendieron los actuales jakasios. Eran chamanistas y creían en Akçağan o Aktanrı, el dios blanco (del turco: gök, cielo). Creían que el universo estaba formado por tres secciones: la bóveda celestial Çağan Çiri (Casa de Dios) o Huday Çağan donde vivían los asistentes de Dios como Umai (de los niños) y  Ayzik (de las mujeres y hombres). Ayna Çiri era el segundo nivel donde vivían los malignos, comandados por Erlik Han (Cingiz Khan) con sus hijos İtker-Molat y Uçak Tolay. El tercer nivel Künnig Çir era donde se llevaban a cabo las batallas entre el bien y el mal. Los chamanes tienen tös y llegan a ser pastaan paba (viejo sabio) después de ser kam (aprendiz; protegen a los humanos de las enfermedades (representación del mal) y su jefe era Adam Atam. Las ceremonias de invierno eran organizadas por el karaşaman (chamán negro) y las de verano por el Akşaman (chamán blanco).
EL territorio originario de los actuales jakasios estaba en las montañas Tanri, en los alrededores del río Yeniséi, lugar del que emigraron bajo el mando de Manas Kan. Desde el siglo VIII al siglo XI, los jakasios, que vivían en yurtas, tiendas redondas cubiertas de fieltro y corteza como las otras tribus turcomongolas, comerciaban con los árabes, tibetanos y otros pueblos nómadas de Asia central. Tenían un sistema de escritura semejante al kirguiz y al uigur, lenguas con las cuales guardan estrechas relaciones.
A principios del siglo XIII, los mongoles de Gengis Khan (1207), destruyeron sus uniones tribales y su red de irrigación, de manera que gradualmente abandonaron la agricultura y se dedicaron al pastoreo y a la caza seminómada, a la vez que padecían numerosas invasiones mongolas hasta que el hijo de Gengis, Jochi, dominó el Yeniséi en 1217. Hasta entonces eran conocidos como kirguises del Yeniséi, y pasaron a denominarse pueblo de Jongoray. A finales del siglo XVII entre las tribus jakasias se formaron los principados de Ezen, Tubin, Altyr y Altysan, sometidos a crecientes incursiones tanto de los janes mongoles como de los príncipes de Zungaria. En aquellos años contactaron con los rusos, que después de tomar Kazán en 1552 y Sibir en 1585 se expandieron hacia el este, penetrando poco a poco en su territorio, mientras que la aristocracia nativa se unía al janato Oirat de Zungaria. Se reunían en un Çıın (Alto Consejo) que llegó a los 700 representantes en 1627, muchos de ellos de los linajes Chauzan y Harach, de los cuales salían los janes kirguises. Entre los cargos locales importantes estaban los tüzümer (burócratas), los chazool (recaudadores de impuestos) que contaban con oficiales dım o tünük, y los yarguch (jueces). También había tropas especiales hozan compuestas por 40 Batır que cuidaban de la seguridad de las familias de los beys'.
El territorio Jongorai estaba delimitado por los ríos Tom, Obi, Chalim, Kondum, Mras y Biy y fueron vencidos en las orillas del río Tubá en 1638, de la misma manera que en 1642 los jakasios destruyeron el fuerte Áchinski. Desde los ostrog, los rusos les impusieron el yasak (tributo de seis pieles por persona), les expropiaron las mejores tierras y les impusieron por la fuerza la religión ortodoxa, aprovechando el hecho de que estas tribus no supieron hacer un frente común de lucha contra los rusos, que vencieron a los arinios en 1608 y a los sagai en 1620, de manera que en 1708 son incorporados al Imperio ruso. Esto sirvió para acabar con las incursiones de los nobles mongoles y zúngaros.
Durante el siglo XVIII el control sobre los jakasios se dividió entre los funcionarios de Krasnoyarsk y Kuznetsk. Con la introducción del estatuto de gobierno de los Pueblos Nativos de 1822, el estatuto Speranski, pensado para los indígenas nómadas y que establecía divisiones, tasas e impuestos, pasaron a formar parte de la guberniya de Yeniseisk (distritos Atchinsk y Minusinsk). El poder administrativo era ejercido por las Dumas de las Estepas, como las de Kyzyl, Kashinsk y Sagai. Este autogobierno estaba subordinado a la autoridad zarista.
Con la construcción del ferrocarril Transiberiano hacia 1890, se incrementó el comercio significativamente, y muchos rusos comenzaron a establecerse en el país. Esto comportaría la asimilación y la conversión a la ortodoxia más o menos forzosamente (en 1876 fueron bautizados 3000 jakasios en Askyz, todos los hombres se llamaron Vladímir y todas las mujeres María). Del mismo modo, los cristianizados, que emigraran las ciudades rusas y finalmente se consideraran rusos, estaban exentos del pago de impuestos e incluso ocupaban algunos cargos a nivel local. Los días 1 y 2 de noviembre de 1905, los nativos decidieron reunirse en Askyz, donde reclamaron restablecer la autoridad local y autonomía. Aun así, el sentido de identidad nacional entre ellos era débil, ya que se identificaban con clanes y familias.
En noviembre de 1917 se estableció el poder soviético en Minusinsk, donde vivía la mayoría de los jakasios. En mayo de 1918, los trabajadores nativos formaron un comité y ratificaron el Estatuto de las Estepas Soviéticas.

## Bandera
EL pueblo jakasio dispone de bandera nacional oficial, que es verde con un símbolo solar en el centro que representa los cuatro puntos cardinales y los cuatro elementos básicos. Los tres círculos son los tres niveles en los que se divide el mundo segñun la religión Kam Kirtinisi (o chamanismo) del pueblo jakasio, que ha desarrollado un notable renacimientmo: estos tres niveles son el cielo, a tierra y el más allá. El cuadrado y el tercer simbolizan la paridad hombre-mujer. El color verde es también propio de esta religión, en la que el mundo y la vida natural se asocian al verde y al verdor (el árbol del mundo de los jakasios tiene diversas ramas vedes que simbolizan el camino eterno hacia el progreso). El símbolo central de la bandera es denominado Solarius i representa el sol, que ocupa un lugar muy importante en la vida del pueblos jakasio. Es un símbolo de la nueva creación surgido de lo que aparece en una de las piedras llamadas Kamenie babi (mujeres piedra) de la civilización prehistórica de los tazmin o cultura de Okunevo, que floreció en la actual Jakasia. Otro símbolo de los jakasios es la cruz nestoriana de los kirguises, que en la Edad Media ya utilizaban banderas verdes sin ser musulmanes.